# Talk Tonight
Talk Tonight è un brano della band inglese Oasis, pubblicato per la prima volta come b-side del singolo Some Might Say nel 1995.
È inserita nella raccolta di lati-b The Masterplan del 1998 e nel Greatest Hits del 2006 Stop the Clocks.

## Genesi del brano
Noel Gallagher scrisse questa canzone durante un breve periodo di separazione dal resto del gruppo. Dopo una serie di brutti spettacoli negli USA e un litigio con il fratello Liam, Noel decise di lasciare la band e tornare in Inghilterra. Chris Abbot, un vecchio amico dei fratelli Gallagher, era l'unico che Noel volle contattare. I due si incontrarono a Bay City e insieme si presero una breve vacanza a Las Vegas, fu qui che Noel scrisse la canzone.
Insieme all'amico infatti, Noel incontrò una ragazza (di cui non ha mai scoperto quale fosse il nome) con cui iniziò un discorso che gli fece tornare il sorriso sulla faccia: "mio marito ed io abbiamo concordato di poter dormire con una persona di nostra scelta, se l'avessimo mai incontrata. La mia è George Harrison, e tu gli somigli molto!", gli disse la donna, che non aveva la minima idea su chi fosse Noel Gallagher o gli Oasis. Parlarono per ore dei Beatles, della musica e delle loro infanzie. La donna probabilmente, con tutta la sua innocenza, fu la ragione principale che spinse Noel a tornare con la band. Gallagher disse che non poteva abbandonare i suoi fan.
Due giorni dopo Noel registrò le b-sides per il singolo Some Might Say, e la registrazione del brano appena scritto fu la prima cosa che fece. Fu registrato qualche giorno prima dell'arrivo in studio del resto della band.

## Formazione
- Noel Gallagher – voce, chitarra acustica, battito delle mani, cori
- Paul Arthurs – chitarra acustica, pianoforte elettrico, battito delle mani